# بارت فرویندلیش
بارت فرویندلیش (انگلیسی: Bart Freundlich؛ زادهٔ ۱۷ ژانویهٔ ۱۹۷۰) یک کارگردان، فیلم‌نامه‌نویس، و تهیه‌کننده اهل ایالات متحده آمریکا است. وی از سال ۱۹۹۳ میلادی تاکنون مشغول فعالیت بوده‌است.

## زندگی‌نامه
بارتولومیو فروندلیچ متولد ۱۷ ژانویه ۱۹۷۰ در منهتن، نیویورک سیتی، ایالات متحده آمریکا فرزند لاری فروندلیچ یک مشاور بازاریابی و دِبی فروندلیچ نویسنده و ناشر است و دارای یک بررادر به نام الیور است. وی پیروی دین یهودیت است. همچنین فارغ‌التحصیل مدرسه هنر تیش در رشتهٔ مطالعات سینما و تولید فیلم و تلویزیون است.

## زندگی شخصی
فروندلیچ از سال ۱۹۹۶ با جولیان مور بازیگر رابطه برقرار کرد، زمانی که آنها در صحنه فیلمبرداری افسانه اثر انگشتان با یکدیگر آشنا شدند.
آن‌ها در ۲۳ اگوست ۲۰۰۳ در لانگ بیچ، کالیفرنیا باهم ازدواج کنند که حاصل این ازدواج دو فرزند است. فرزند اول آنها کیلب پیتر مور فروندلیچ در ۴ دسامبر ۱۹۹۷ در لس آنجلس کالیفرنیا است. فرزند دوم آنها لیو هلن مور فروندلیچ متولد ۱۱ آوریل ۲۰۰۲ در منهتن، نیویورک سیتی، ایالات متحده آمریکا است.

## حرفه
فروندلیچ قبل از اولین فیلم کامل خود، افسانه اثرانگشت (که در جشنواره فیلم ساندنس جوایزی دریافت می‌کرد) در سال ۱۹۹۴، فیلم کوتاهی با عنوان مسابقه سگ در آلاسکا و مستندی با عنوان دستهای استخدام شده را نوشت و کارگردانی کرد. ثروت خالص او ۶ میلیون دلار است.
- مشارکت‌کنندگان ویکی‌پدیا. «Bart Freundlich». در دانشنامهٔ ویکی‌پدیای انگلیسی، بازبینی‌شده در ۲۱ اوت ۲۰۱۴.
- «Bart Freundlich». دریافت‌شده در ۲۱ اوت ۲۰۱۴.[پیوند مرده]